# 李登 (明朝書法家)
李登，字士龙，一字如真。南直隶上元（今南京）人。
三歲而孤。嘉靖乙丑拔贡，隆庆初以选贡充太学生，授新野知县。万历四年丙子（1576年）任崇仁县教谕，其书法独步當时，善真、行、草及钟鼎、小篆。其行书学《圣教序》，于结构不失，小篆学《峄山碑》，而于钟鼎文尤妙。学者称如真先生。